# Burundi Blues
A Burundi Blues című dal a Beats International 3. kimásolt kislemeze a Let Them Eat Bingo című albumról, mely 1990-ben jelent meg. A dal csupán az angol kislemezlistára került fel, ahol az 51., míg a holland kislemezlista 70. helyéig jutott.
A  Németországban megjelent Maxi CD-n a Burundi Dub és a Theme From The Deerstalker című dalok szerepelnek.

## Megjelenések
12"  Egyesült Királyság Go! Discs – GODCD 45
1. Burundi Blues 3:54

Arranged By – Cook
Written-By – Trad.
1. Burundi Dub 5:24

Arranged By – Cook
Written-By – Trad.
1. Theme From The Deerstalker 6:21

Written-By – Cook

## Slágerlista
| Slágerlista (1990) | Legjobb helyezés |
| ------------------ | ---------------- |
| Dutch Top 40       | 70               |
| Brit kislemezlista | 51               |